# 負け越し
負け越し（まけこし）とは、主にスポーツで負けの数が勝ちの数よりも多くなることである。

## 大相撲
2024年現在、十両以上の力士（関取）は本場所で1場所15番の割が組まれるため、8勝以上が勝ち越し、7勝以下が負け越しである。8敗した時点で勝ち数は最大で7勝に留まり、負け越しが確定する（休場は負けと同じ扱いになる）。幕下以下の力士は1場所7番の割が組まれるため、4勝以上が勝ち越し、3勝以下が負け越しである。
勝ち星から負け数を引いた数値を数えて〈負け越し○点〉というように表記される。たとえば6勝9敗なら負け越し3点である。
番付の扱い
負け越した力士は、原則として負け越し点数に応じて地位が降下する。
具体的には、横綱は降格することはない。また、大関は1場所負け越しただけでは降格せず、翌場所（角番）でも連続して負け越すと関脇に陥落する。関脇・小結・前頭・十両は、原則として負け越し点数と同じ枚数だけ降下する。幕下では負け越し1点につき5～10枚程度、三段目では15～20枚程度の番付降下となる。序二段・序ノ口では、その場所ごとの力士数によって変化する。
ただし、具体的な地位は他の力士との兼ね合いになるので、負け越しても番付が据え置きないし上昇することもありうる。特に序ノ口では、負け越しても番付が上がることが多い。
現在の部屋別総当たり制（厳密にはそれ以前の系統別総当たり制）になる前の東西制の時代には、それぞれの片屋ごとに番付の上下を決めていたので、極端な場合、負け越しても番付が上がることがあった（大砲万右エ門の項目参照）。
力士褒賞金の扱い
負け越した場所では、力士褒賞金は据え置かれ負け越し分が減額されることはない。

### 全敗
場所を皆勤して、全て敗れることを全敗という。
幕内および十両は、相対的に人数が少ないうえに番数が多く、力士の力量が拮抗するため、15戦全敗する例は多くない。
一方、幕下以下の取組は原則として相星の力士同士が対戦する（いわゆる、スイス式トーナメント）為、128名中1名の力士が必然的に全敗となり得る。番数が少ないうえに人数が多く、力士間の力量の差も大きいため、全敗力士は多い。2021年5月場所終了現在、全敗場所数のワースト1位（30場所）及び連続全敗場所数のワースト1位（14場所）はいずれも勝南桜聡太が記録している。
15戦全敗を喫した事例
| 場所           | 地位         | 四股名       | 翌場所地位   | 翌場所成績        | 備考                                           |
| -------------- | ------------ | ------------ | ------------ | ----------------- | ---------------------------------------------- |
| 1942年1月場所  | 東前頭17枚目 | 桂川質郎     | 西十両2枚目  | 全休（引退）      |                                                |
| 1960年11月場所 | 東十両4枚目  | 双ツ龍徳義   | 東十両14枚目 | 全休（引退）      |                                                |
| 1963年11月場所 | 西前頭11枚目 | 清勢川政夫   | 東十両6枚目  | 5勝10敗           |                                                |
| 1988年1月場所  | 東十両13枚目 | 清王洋好造   | 西幕下15枚目 | 2勝5敗            |                                                |
| 1988年3月場所  | 西前頭10枚目 | 佐田の海鴻嗣 | 西十両6枚目  | 6勝9敗            |                                                |
| 1989年5月場所  | 東十両5枚目  | 鳳凰倶往     | 西幕下6枚目  | 3勝4敗            |                                                |
| 1991年7月場所  | 東前頭14枚目 | 板井圭介     | 東十両9枚目  | 1勝2敗1休（廃業） |                                                |
| 2000年7月場所  | 東十両8枚目  | 星誕期偉真智 | 東幕下8枚目  | 6勝1敗            |                                                |
| 2005年11月場所 | 東十両14枚目 | 燁司大※      | 引退         |                   | 14日目の取組後引退届を提出し、15敗目は不戦敗。 |
| 2020年9月場所  | 東十両13枚目 | 王輝嘉助     | 東幕下13枚目 | 1勝6敗            | 新十両場所。十両在位はこの1場所のみ。          |
| 2020年11月場所 | 東十両14枚目 | 富士東和佳   | 東幕下13枚目 | 1勝6敗            | 2場所連続で全敗力士が現れるのは史上初。        |
| 2022年11月場所 | 東前頭16枚目 | 照強翔輝     | 西十両10枚目 | 5勝10敗           |                                                |

これとは別に1950年1月場所の五ツ海と2002年7月場所の旭鷲山は、不戦勝で1勝を挙げたほかはすべて敗れたことによる1勝14敗を達成している。
この他の特筆性のある全敗の事例は以下の通り。
- 1915年6月場所、綾鬼が東序ノ口10枚目で5戦全敗。後に全敗経験者として初めて幕内昇進を果たす。
- 1930年3月場所、大蛇山酉之助が11戦全敗。幕内優勝経験者では初めての全敗となった。
- 1934年5月場所、小結鏡岩善四郎が11戦全敗。その後大関まで昇進（1936年5月場所後）しており、幕内全敗経験者が大関に昇進したという非常に珍しい例であった。
- 灘ノ花が1933年1月場所に幕内で、1935年1月場所に十両で、それぞれ11戦全敗（この場所限りで引退）。幕内・十両の両方で皆勤全敗を経験した珍しいケースである。
- 1939年1月場所、土州山好一郎と海光山大五郎がともに13戦全敗を喫して場所後引退。二人は場所前に現役死した横綱玉錦三右エ門の土俵入りでそれぞれ露払いと太刀持ちを務めていた。
- 1944年5月場所、出羽湊利吉が10戦全敗。1939年1月場所では全勝優勝（当時13日制）しており、幕内で皆勤全勝・全敗の両方を経験した唯一の力士である。
- 1945年6月場所、小戸ヶ岩龍雄が東幕下5枚目で5戦全敗。幕内在位経験者が幕下以下で全敗した初例である。
- 1945年11月場所、大ノ島が西序二段12枚目で5戦全敗。島錦と改名した後、1947年11月場所に東三段目20枚目で6戦全敗。下位で2度の全敗を経験して入幕を果たした初例となる。
- 1947年11月場所、名寄岩静男が11戦全敗。大関在位中としては唯一の事例である。
- 1964年3月場所、栃東知頼が東幕下17枚目で7戦全敗。後に幕内最高優勝を果たし、史上初の幕下以下で全敗の経験を持つ優勝力士となった。
- 1968年1月場所、北の湖敏満が西三段目20枚目で7戦全敗。歴代横綱唯一の全敗経験者である。

#### 創作
佐野山（あるいは谷風の人情相撲）
- 落語。孝行息子と評判の幕下（現在なら十両）力士佐野山は、病気の母の看病疲れで初日から連戦連敗。事情を知った大関の谷風が一肌脱ごうと谷風を千秋楽の相手に指名して八百長を演じる話。

大安売り
- 落語。関取が「勝ったり負けたり」と答えたが、本当は全敗で「相手が勝ったり、自分が負けたり」という意味。翌場所は「全日土つかず」と答えたが、本当は全休だったという意味。

## その他のスポーツ
プロ野球の試合では、同一カード内の連戦、あるいは長期ロード等で負けが上回った場合を負け越しと呼ぶ（例：3連戦を1勝2敗と負け越し）。開幕以来の通算成績など長期的な成績の場合は「借金いくつ」と呼ばれることが多い。